# Eduard Arranz Bravo
Eduard Arranz Bravo   (Barcelona, 9 d'octubre de 1941 - Vallvidrera, 20 d'octubre de 2023), sovint estilitzat Eduard Arranz-Bravo, fou un pintor català.

## Biografia
Natural de Barcelona, Eduard Arranz Bravo neix al carrer Tamarit num. 74 el 9 d'octubre de l'any 1941. Fill d'Antolín Arranz de Blas i Angèlica Bravo de Llaguna, és el menor de 7 fills barons. Neix al barri del Poble Sec de Barcelona, com ell mateix explica a les seves memòries, de manera fortuïta, ja que els seus 6 germans neixen a l'Argentina natal de la seva mare on estava instal·lada la família que dirigia una empresa dedicada a la producció de Gasosa.
Estudia a l'institut Menendez y Pelayo de Barcelona, on el seu professor de plàstica li suspèn els treballs de dibuix convençut que els copia. L'any 1959, amb 18 anys, ingressa a l'escola Sant Jordi de Belles arts de Barcelona on hi estudia 3 anys. En aquesta etapa de formació acadèmica de belles arts fa amistat amb Paquito Artigau, Gerard Sala, Serra de Ribera, Pedro Giralt, Robert Llimós i Rafael Bartolozzi. També coneix a l'escola Sant Jordi Rafael Santos Torroella, professor de teoria de l'art.
L'any 1960 realitza la primera exposició de la seva pintura al club universitari i un any més tard atrau l'atenció de la crítica per primera vegada exposant 15 obres a l'ateneu Barcelonès, exposició organitzada i presentada per Miquel Masriera. El diari “El noticiero Universal” se'n fa ressò i presenta el titular “Pintura social”. L'any 1962 realitza l'exposició que li suposa el reconeixement consolidat pels crítics de Barcelona organitzada pel Centre de Cultura Contemporània de Barcelona.
Entre 1968 i 1970 forma part d'un grup d'artistes conformat per Gerard Sala, Robert Llimós i Raffael Bartolozzi Lozano. El contacte amb aquests artistes va influir en la seva obra, inicialment abstracta, que es va aproximar a la nova figuració i a l'art pop. Cadascú, però, continuava realitzant la seva obra pròpia. Entre aquests pintors Raffael Bartolozzi Lozano formarà un tàndem amb Eduard Arranz Bravo molt prolífic i que marcarà una etapa important en la obra de l'artista Barceloní fins a l'any 1982. Participa en el Octavo Salón de Mayo en l'antic hospital de Santes Creus a Barcelona (1964).
El 1964 és casa amb Carme Mestres, també pintora, que havia conegut a l'escola de Belles Arts. L'any 1965 neix el seu primer fill, Sergi Arranz, i l'any 1966 la seva filla Natalia Arranz.
Canvi radical a la seva pintura l'any 1967 en crear un corrent que els crítics han denominat “nova figuració”, terme que detesta. Rep els premis de la Biennal Estrada Saladrich i de la Biennal de l'Esport. Aquell mateix any Rafael Bartolozzi s'instal·la a Vallvidriera amb Eduard Arranz Bravo i comença una dècada d'exposicions, actes, edificis pintats, disseny i tota una sèrie d'activitats molt diverses. Cal destacar els edificis a Magalluf i la casa de Camilo José Cela a Mallorca, les exposicions antològiques de la Ciutadella de Pamplona i la del Col·legi d'Arquitectes de Santa Cruz de Tenerife. El projecte que va catapultar al tàndem pictòric va ser un encàrrec per pintar les parets de la façana de la fàbrica Tipel de Parets del Vallès per part d'Isidor Prenafeta. Aquesta fàbrica és trobava enganxada a la carretera i el Ministerio de Obras Públicas la va fer derrumbar, va ser aleshores quan tota la crítica i la premsa és va volcar amb la iniciativa modernista dels joves pintors. Gràcies a la pressió pública la fàbrica va romandre pintada i funcionant.
L'any 1972, arran de la desmesurada fama que envolta a Arranz-Bravo i Bartolozzi pel “cas Tipel” decideixen fugir de la ciutat per establir-se a una altra localitat més tranquil·la a fi de poder crear amb tranquil·litat. Es així com arriben a Vespella de Gaià, un poble del camp de Tarragona on s'hi fan construir una casa per l'arquitecte Català Francesc Xavier Sust. Començava així una època de projecció internacional pels dos artistes on començarien a treballar més l'escultura i la figura humana. D'aquesta època se'n destaca la sèrie Visitantes (1976).
L'any 1980 Arranz-Bravo i Bartolozzi presenten -Mides Universals- a la XXXIX Biennal de Venècia representant Espanya, sèrie que s'havia exposat prèviament a la sala Tinell de Barcelona l'any anterior. Acceptaven per fi assistir a la Biennal de Venècia representant Espanya desprès de rebutjar-ho en vàries ocasions per no representar a la dictadura franquista.
L'any 1981 exposa per primera vegada a la Galeria Cadaqués, de Lanfranco Bombelli. Dos anys més tard exposició antològica a la Sala Gaspar de Barcelona que reuneix una selecció de les obres més destacades de diferents períodes, així com tota la sèrie complerta de les seves escultures de marbre i bronze. Al Gener del mateix any Arranz-Bravo i Bartolozzi apareixen a la revista playboy a través d'una sèrie d'il·lustracions sobre una novel·la a tot color.
L'any 1985 Arranz-Bravo s'estableix a Cadaqués, a un edifici que antigament havia estat una fàbrica de Sardines i que l'arquitecte Italià Lanfranco Bombelli converteix en un estudi artístic.
Entre 1986 i 1988 crea una sèrie de litografia titulada La Casa i treballa com a director artístic a las pel·lícules de Jaime Camino, El balcón abierto i luces y sombras. Participa en les exposicions de Mostra d'art Nou (MAN), Barcelona (1971), Picasso 90, museu del Louvre (1971), experiències conceptuals Escola Eina a Barcelona (1971-1082), Miró 80, Mallorca (1973-1974), Artistas de Catalunya, Entre el dau al set i Els conceptuals Santillana del Mar (1974), 15 Años de la casa del siglo XV, Segovia (1978) Los artistes y su paso por EINA Galería Trece de Barcelona (1980) i Mosaico, Madrid (1983). De 1986 a 1988 exposa a vàries ciutats Espanyoles i l'extranger com Amsterdam, París i Rio de Janeiro. L'any 1989 presenta una exposició de la seva feina els 3 anys anteriors al Museu d'Art Modern de Sao Paulo i una exposició antològica al Palau Robert del Passeig de Gràcia de Barcelona.
La carrera d'Arranz Bravo manté una gran relació amb la ciutat metropolitana de L'hospitalet de Llobregat. A mitjans dels anys 80 l'alcalde d'aleshores, Juan Ignacio Pujana, encarrega al pintor Català contribuir a la ciutat amb alguna obra pública al carrer, es així com neix l'acollidora, estàtua de Bronze (1985) que es troba a la Rambla Just Oliveras de l'Hopsitalet. Anys més tard també hi tornaria a contribuir amb El Pont de la Llibertat (2007), escultura d'acer situada a l'Avinguda del Carrilet en homenatge a les víctimes del franquisme. La relació amb l'Hospitalet culminaria amb la creació de la fundació Arranz-Bravo (2009), espai d'art contemporani reformat per l'arquitecte Jordi Garcés que té el doble objectiu de difondre l'art del pintor Barceloní i promocionar artistes emergents.
A l'entrada dels anys 90 Eduard Arranz Bravo exposa a Madrid, Santander, Palma i a Nova York per primera vegada. El museu Olímpic de Lausana de Suïssa li compra totes les seves obres dedicades als esports olímpics, més tard les seves obres sobre esports olímpics acabaries inscrites en segells de correu publicitaris dels jocs olímpics de Barcelona 1992.
Diverses exposicions a París, Bonn i Nova York (1991), any en què inicia una presència continuada en aquesta ciutat. Edició dels Poetas Americanos per a la Galeria Ergane de Nova York. Direcció artística a la pel·lícula El largo invierno, de Jaime Camino. Mentre li construeixen la nova casa-estudi a Vallvidrera, amb projecte de Lanfranco Bombelli, s'instal·la a un estudi al carrer Comtal de Barcelona.
L'any 1992 es converteix en el tercer artista representant a Espanya al paço imperial de Rio de Janeiro, desprès de Pablo Picasso i Joan Miró. Important exposició al pavelló de Catalunya de l'exposició universal de Sevilla. El 1998 va realitzar la primera exposició a les Franklin Bowles Galleries de Nova York on va iniciar una intensa col·laboració amb aquesta galeria, que va expandir la seva obra arreu del món.
Exposicions a Barcelona, Segòvia, Bilbao i Bad Honnef. Va presentar la sèrie Faith al Museu Nacional Centre d'Art Reina Sofia de Madrid. Va exposar de nou a Alemanya, aquesta vegada a Freiburg. Va realitzar l'escenografia per a Del bressol a la cadira passant pel banc, de Martí Peraferrer a la Sala Muntaner de Barcelona. El 2010 va realitzar les seves exposicions anuals a les galeries Franklin Bowles Galleries, a San Francisco i New York. També va exposar a Roma, a la Galeria Edieuropa, així com a la ciutat de Barcelona, a la Galeria Àmbit i a l'Hospital Vall d'Hebron. Paral·lelament la Fundació ArranzBravo va organitzar les exposicions temàtiques, Arranz-Bravo: Impaktes i Arranz-Bravo. Autoretrats.
Del 2014 és la seva primera exposició a la Xina, de la ma de la galeria Liu Fine Arts. Paral·lelament, també va realitzar la primera exposició individual a Moscou. Dos anys més tard va exposar a l'Institut Cervantes de Moscou així com a les galeries de Franklin Bowles de New York i San Francisco.
El 2020 va finalitzar la restauració de la pintura de la Fàbrica Tipel a Parets del Vallès, iniciada l'estiu de 2019.
Va morir a la matinada del 20 d'octubre del 2023, al seu estudi de Vallvidrera, quan tenia 82 anys.